# Angelo De Martini
Angelo De Martini, född 24 januari 1897 i Villafranca di Verona, död 17 augusti 1979 i Verona, var en italiensk tävlingscyklist.
Han blev olympisk guldmedaljör i lagförföljelse vid sommarspelen 1924 i Paris.